# Raión de Shevchénkove (Óblast de Járkov)
Raión de Shevchenkove (en ucraniano: Шевченківський район) es un antiguo raión o distrito de Ucrania en el óblast de Járkov. 
Comprende una superficie de 977 km².
La capital fue la ciudad de Shevchenkove.

## Demografía
Según estimación 2010 contaba con una población total de 21388 habitantes.

## Otros datos
El código KOATUU es 	6325700000. El código postal 63600 y el prefijo telefónico +380 5751.